# Enfield 1893 FC
Enfield 1893 FC (celým názvem: Enfield 1893 Football Club) je anglický fotbalový klub, který sídlí v severním Londýně. Založen byl v roce 2007 po zániku původního Enfield FC. V roce 2010 došlo k fúzi s londýnským klubem Brimsdown Rovers, za nějž mj. hrával v mládežnických kategoriích bývalý anglický reprezentant David Beckham. Od sezóny 2007/08 hraje v Essex Senior League (9. nejvyšší soutěž). Klubové barvy jsou modrá a bílá.
Své domácí zápasy odehrává stadionu Barrows Farm (patřící Harlow Town) s kapacitou 3 500 diváků.

## Historické názvy
Zdroj: 
- 2007 – Enfield 1893 FC (Enfield 1893 Football Club)
- 2010 – fúze s Brimsdown Rovers FC ⇒ název nezměněn

## Úspěchy v domácích pohárech
Zdroj: 
- FA Cup
  - 2. předkolo: 2009/10
- FA Vase
  - 4. kolo: 2011/12, 2012/13

## Umístění v jednotlivých sezonách
Stručný přehled
Zdroj: 
- 2007– : Essex Senior League

Jednotlivé ročníky
Zdroj: 
Legenda: Z – zápasy, V – výhry, R – remízy, P – porážky, VG – vstřelené góly, OG – obdržené góly, +/- – rozdíl skóre, B – body, červené podbarvení – sestup, zelené podbarvení – postup, fialové podbarvení – reorganizace, změna skupiny či soutěže
| Anglie (2007 – ) |                     |        |    |    |   |    |     |     |     |    |        |
| Sezóny           | Liga                | Úroveň | Z  | V  | R | P  | VG  | OG  | +/- | B  | Pozice |
| 2007/08          | Essex Senior League | 9      | 32 | 24 | 5 | 3  | 88  | 29  | +59 | 77 | 2.     |
| 2008/09          | Essex Senior League | 9      | 30 | 21 | 1 | 8  | 62  | 29  | +33 | 64 | 2.     |
| 2009/10          | Essex Senior League | 9      | 34 | 19 | 7 | 8  | 63  | 38  | +25 | 63 | 4.     |
| 2010/11          | Essex Senior League | 9      | 32 | 23 | 4 | 5  | 83  | 27  | +56 | 73 | 1.     |
| 2011/12          | Essex Senior League | 9      | 34 | 15 | 9 | 10 | 52  | 36  | +16 | 54 | 7.     |
| 2012/13          | Essex Senior League | 9      | 36 | 14 | 9 | 13 | 66  | 59  | +7  | 51 | 9.     |
| 2013/14          | Essex Senior League | 9      | 38 | 29 | 3 | 6  | 100 | 37  | +63 | 90 | 7.     |
| 2014/15          | Essex Senior League | 9      | 38 | 10 | 6 | 22 | 49  | 79  | -30 | 36 | 16.    |
| 2015/16          | Essex Senior League | 9      | 40 | 9  | 4 | 27 | 70  | 125 | -55 | 31 | 20.    |
| 2016/17          | Essex Senior League | 9      | 42 | 12 | 6 | 24 | 69  | 114 | -45 | 42 | 18.    |
| 2017/18          | Essex Senior League | 9      | 40 | 15 | 6 | 19 | 64  | 75  | -11 | 51 | 9.     |
| 2018/19          | Essex Senior League | 9      | 42 |    |   |    |     |     |     |    |        |